# سیارک ۱۶۲۶۴
سیارک ۱۶۲۶۴ (به انگلیسی: 16264 Richlee، نامگذاری:2000JH40) شانزده هزار و دویست و شصت و چهارمین سیارک کشف شده‌است که در ۷ مه ۲۰۰۰ کشف شد.
قدر مطلق سیارک برابر ۱۴٫۹ است.